# Јасиковац (Плитвичка Језера)
Јасиковац је насељено мјесто у Лици. Налази се у општини Плитвичка Језера, у Личко-сењска жупанији, Република Хрватска.

## Географија
Јасиковац је удаљен око 2,5 км југоисточно од Коренице.

## Историја
Јасиковац се од распада Југославије до августа 1995. године налазио у Републици Српској Крајини. До територијалне реорганизације у Хрватској насеље се налазило у саставу бивше велике општине Кореница.

## Становништво
Према попису из 1991. године, насеље Јасиковац је имало 45 становника, међу којима је било 28 Срба и 17 осталих. Према попису становништва из 2001. године, Јасиковац је имао 13 становника. Према попису становништва из 2011. године, насеље Јасиковац је имало 28 становника.
| Националност       | 1991. | 1981. | 1971. | 1961. |
| Срби               | 28    | 55    | 53    | 71    |
| Југословени        |       | 3     | 5     |       |
| остали и непознато | 17    | 1     |       |       |
| Укупно             | 45    | 59    | 58    | 71    |

| Демографија | Демографија | Демографија |
| Година      | Становника  | Становника  |
| ----------- | ----------- | ----------- |
| 1961.       | 71          |             |
| 1971.       | 58          |             |
| 1981.       | 59          |             |
| 1991.       | 45          |             |
| 2001.       | 13          |             |
| 2011.       |             | 28          |